# Colônia de artistas de Darmstadt
A Colônia de artistas de Darmstadt (Künstlerkolonie, em alemão) é um conjunto de edificações e paisagismo em estilo modernista, projetados pelos arquitetos Joseph Maria Olbrich e Peter Behrens, no início do século XX. A colônia participou de exposições públicas de arquitetura e urbanismo nos anos de 1901, 1904, 1908 e 1914. A colônia ocupa uma área de 4,98 hectares e está localizada na colina de Mathildenhöhe, na cidade de Darmstadt, No estado de Hesse, na Alemanha. É um Patrimônio Mundial, tombado pela Organização das Nações Unidas para a Educação, a Ciência e a Cultura (UNESCO), no ano de 2021.

## História
No início de 1800, as terras onde se encontra a colônia de artistas, pertencia ao príncipe Christian, de Hesse-Darmstadt. que mandou fazer um jardim público em estilo inglês no local. O jardim público possuía arvoredos, avenidas, áreas de gramado e trilhas de curvas largas e cruzadas que levavam à praças.
Em 1892, o Grão-Duque Ernst Ludwig assume o reino de Hesse e do Reno e desenvolve medidas de melhorias nas infraestruturas municipais. E em 1897, Ernst Ludwig contrata o arquiteto Karl Hofmann para projetar uma colónia de casas unifamiliares e geminadas no local do parque público. Quando já estava ocorrendo a construção da Capela Russa e de algumas residências, Ludwig muda de ideia e resolve fazer uma colônia de artistas no local, para apoiar a arte e a economia.
No ano de 1899, o Grão-Duque Ernst Ludwig nomeia o arquiteto Joseph Maria Olbrich como primeiro chefe da Colônia de Artistas. E nomeou Peter Behrens, Paul Bürck, Rudolf Bosselt, Hans Christiansen, Ludwig Habich e Patriz Huber como membros fundadores. Os fundadores receberiam salário anual com contrato de três anos e ficariam hospedados em Prinz-Georg-Palais em Darmstadt, enquanto suas residências não ficassem prontas na colônia.
A primeira exposição de arquitetura e urbanismo da Colônia de Artistas, ocorreu no ano de 1901. E foi chamada de “Ein Dokument Deutscher Kunst" (Um documento de arte alemã, em português). O projeto, feito por Joseph Maria Olbrich, consistia em algumas alterações nos designs de Karl Hofmann feitos em 1897, a Casa Ernst Ludwig e as casas residenciais do eixo médio central e no lado norte de Alexandrweg.
A segunda exposição de arquitetura e urbanismo da Colônia de Artistas, ocorreu no ano de 1904. Para esta exposição foi projetado um grupo de três casas e uma ala nova na Casa Ernst Ludwig. E adicionados algumas edificações temporárias. Ainda em 1904, novos membros se juntam a colônia, são eles Johann Vincenz Cissarz, Paul Haustein, Daniel Greiner e o ceramista Jakob Julius Scharvogel. Em 1906, o moldador de vidro Josef Emil Schneckendorf também se junta a colônia e, em 1907, o artesão Friedrich W. Kleukens.
Em 1908, ocorre a terceira exposição de arquitetura e urbanismo da Colônia de Artistas. Com nome de "Hessische Landesausstellung" (Exposição Estadual de Hesse, em português). O objetivo da terceira exposição era apresentar e promover as vendas dos trabalhos dos fabricantes de objetos de artes hessianos. Neste mesmo ano, Olbrich vem a falecer e Albin Müller passa a chefiar a colônia.
No ano de 1914, ocorre a quarta e última exposição da colônia, com foco habitação para aluguel. Para esta exposição, Albin Müller projeta oito edifícios residenciais com três pavimentos e um prédio de cinco pavimentos para estúdios de exposição dos artistas. Os outros artistas entraram com projetos de paisagismo e estruturas temporárias, como a casa de férias desmontável. Neste período, fazia parte da colônia Heinrich Jobst, Friedrich Wilhelm Kleukens, Albin Müller, Emanuel Josef Margold, Edmund Körner e Bernhard Hoetger. A exposição teve que ser interrompida por causa do início da Segunda Grande Guerra. Durante a Segunda Guerra Mundial, muitas construções foram danificadas ou destruídas, incluindo os oito edifícios de Abin Müller, restando somente o prédio de estúdios.
A partir do ano de 1917, em todos os verões, a colônia fazia exposição de artes. No ano de 1920, fundaram na colônia a Schule der Weisheit (Escola de Sabedoria, em português) com o objetivo de ministrar aulas particulares de relaxamento, concentração e meditação. A exposição de artes deste mesmo ano foi uma das mais famosas, dedicada ao expressionismo alemão.
Na década de 1930, com a recusa do Grão-Duque Ernst Ludwig de abdicar-se do trono, o Conselho de Trabalhadores e Soldados de Darmstadt depôs Ludwig. As casas da colônia não foram afetadas na divisão do espólio por terem sido compradas por particulares. Após o ano de 1948, as exposições voltaram a se realizadas todos os verões.

## Edificações e paisagismo

### Capela Russa

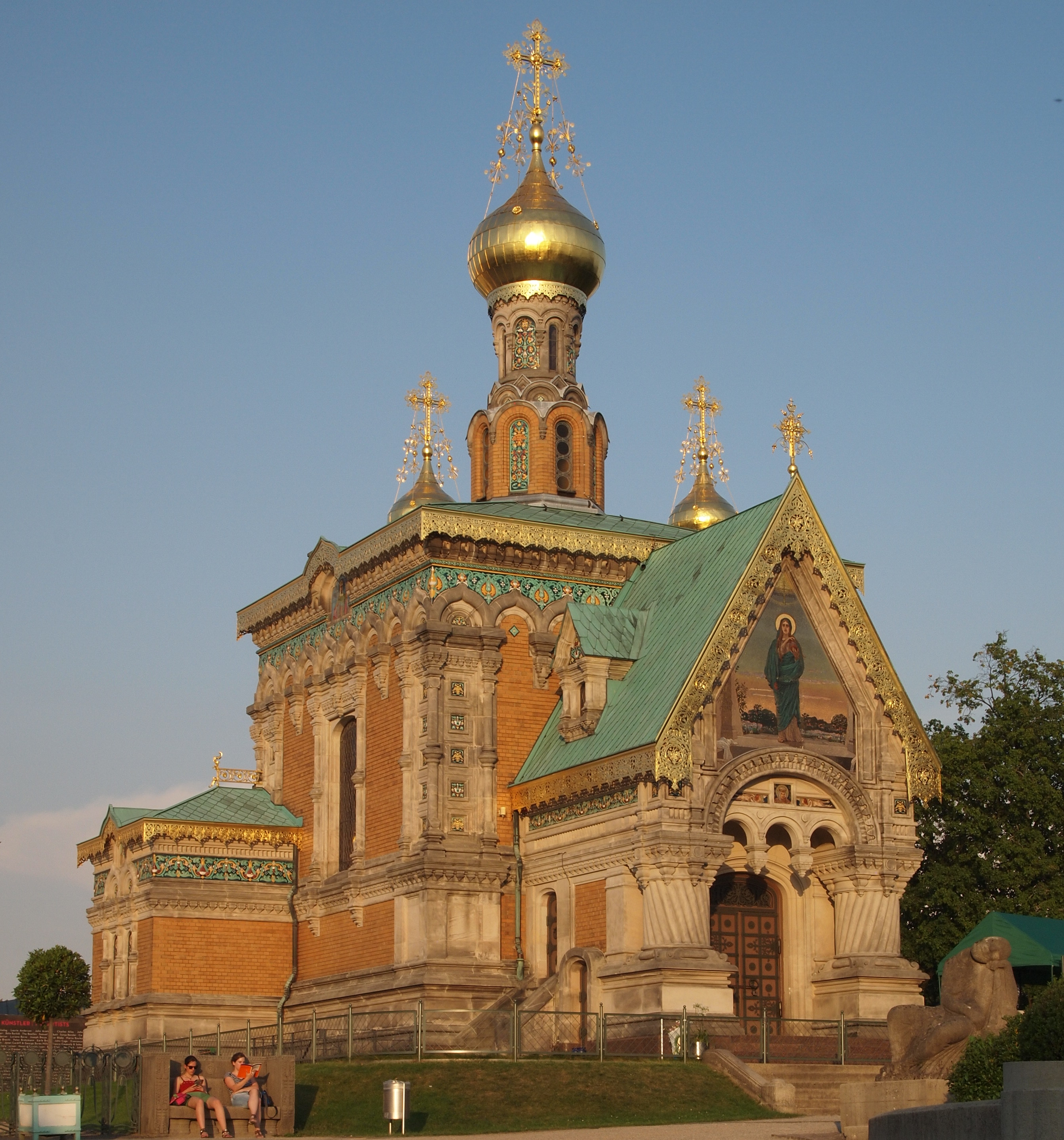
Capela Russa de Santa Maria Madalena

A Capela Russa de Santa Maria Madalena foi construída na parte central da colina de  Mathildenhöhe, em 1899, projetada pelo arquiteto de São Petersburg Leontij Nikolajewitsch Benois, construída por artesãos da cidade e com direção dos arquitetos Gustav Jacobi e Friedrich Ollerichna. A capela foi construída a pedido do czar russo Nikolaus II, que iria se casar com a princesa Alix, irmã mais nova do Grão-Duque Ernst Ludwig. Nikolaus II queria um local para fazer o culto ortodoxo russo enquanto visitava Darmstadt. A capela está localizada na rua Nikolaiweg, nº 18.
É uma edificação de planta quadrada, constituída de uma abside semicircular, três cúpulas cebola de cor dourada e uma torre sineira separada. O edifício possui um beiral esculpido e com placas de fáscia douradas. Na parte frontal, em anexo, está um edifício de entrada, construído com telhado de duas águas e um mosaico de Maria Madalena de corpo inteiro, feito por Viktor Michailowitsch Vasnecow. Em anexo, na lateral, está a sacristia.

### Casa Ernst Ludwig

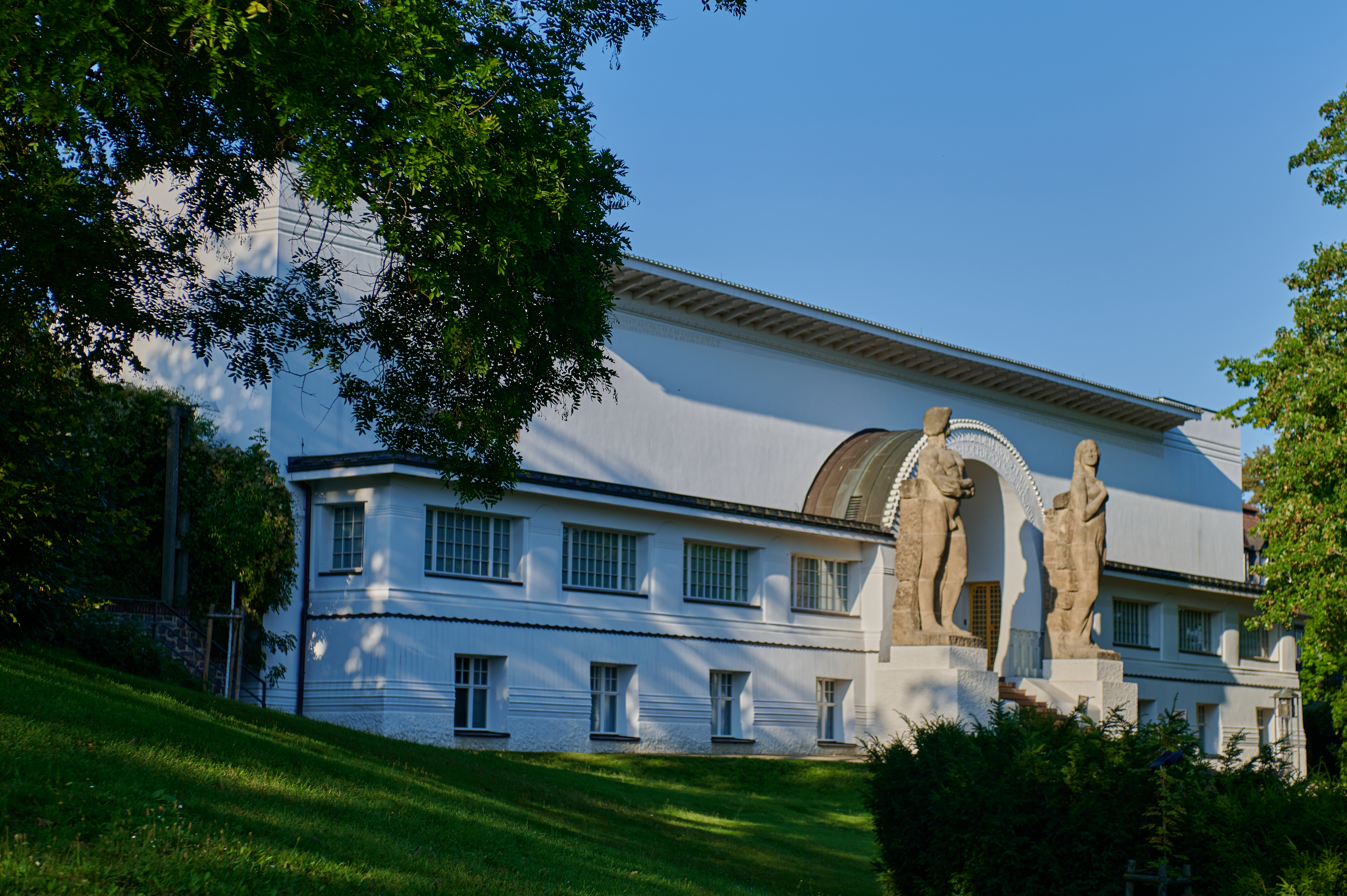
Casa Ernst Ludwig. Fachada norte

Construída em 1901, por Joseph Maria Olbrich. Está localizada na rua Olbrichweg, nº 13A. Foi construída com o objetivo de servir de estúdio para os sete membros fundadores da colônia. O edifício possuía oito estúdios com pequenas salas, um teatro, ginásios, salas de esgrima, quartos, chuveiros e banheiros. Há duas fachadas principais, norte e sul. A fachada sul possui uma parede alta e extensa, levemente renderizada e pintada de branco e um portal ômega com duas grandes esculturas feitas pelo escultor Ludwig Habich, uma de figura masculina representando a força e a outra de uma figura feminina representando a beleza. No arco foi gravado a frase do escritor e dramaturgo austríaco Hermann Bahrː Seine Welt zeige der Künstler, die niemals war noch jemals sein wird, (Que o artista mostre seu mundo, que nunca existiu, nem existirá). Ladeando a porta de entrada há duas esculturas de bronze, feitas pelo escultor Rudolf Bosselt, em figura feminina segurando coroas de louros em suas mãos levantadas. A fachada norte, o pavimento térreo possui grandes janelas. Olbrich se preocupou com a iluminação natural, projetando as janelas exclusivamente para essa funcionalidade.
Em 1990, a Casa Ernst Ludwig passou por reformas para se adequar a sua nova função de museu. Os estúdios e salas dos artistas se transformaram em salas de exposição, houve alteração nos direcionamentos das luzes naturais e adequação da estrutura para receber aquecimento e condicionadores de ar.

### Casa Olbrich

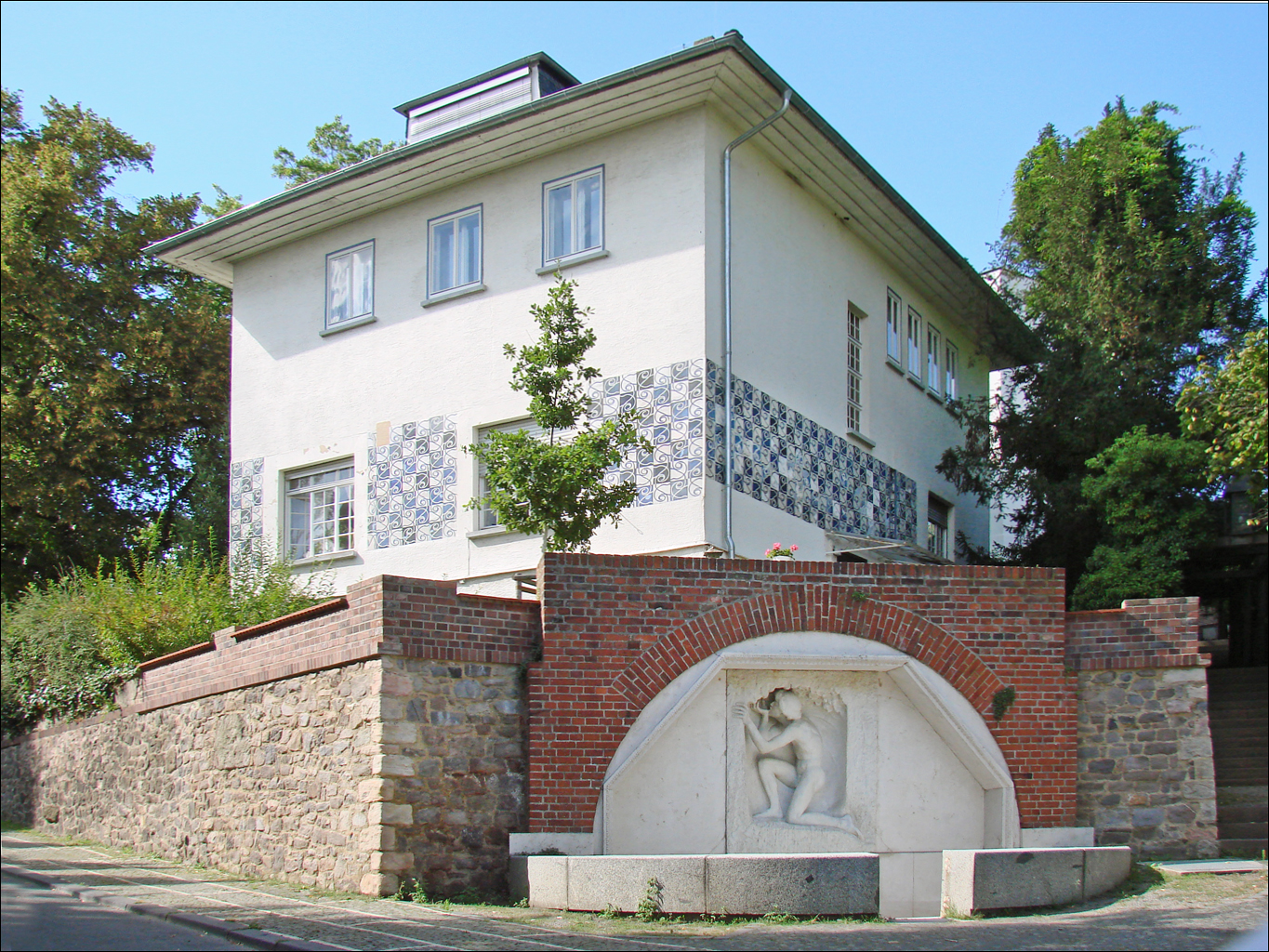
Casa Olbrich e a fonte de mármore

Construída em 1901, por Joseph Maria Olbrich. Está localizada na rua Alexandraweg, nº 28. Foi construída para servir como sua residência. A edificação possui dois pavimentos, um sótão e um porão. O primeiro pavimento possui um estúdio e salas de estar. O segundo pavimento possui quartos grandes para os moradores e no sótão possui os quartos dos hóspedes. No porão ficou a cozinha, lavanderia, depósito de carvão, sala de aquecimento, um banheiro e um corredor. O telhado foi construído em quatro águas com mansarda alto. O terreno é cercado por dois muros de pedras, com uma faixa de parede de tijolos e separados por uma cornija. No canto do muro, virado para a rua, há uma fonte em mármore branco com um recuo coberto por um arco de tijolos e no recuo foi instalado uma escultura, feita pelo artista Ludwig Habich, de um jovem bebendo água. A água da fonte verte da parede, passa pela mão da escultura e cai na base da fonte. O portão do jardim foi feito de ferro em três folhas, sendo duas fixas e uma móvel, possui um arco com um sol dourado no centro. O acesso à casa se dá através de um piso em mosaico que segue até a escada aberta que leva até a porta de entrada. A casa sofreu muitos danos durante a Segunda Guerra Mundial e foi reformada de uma forma mais simples.

### Villa In Roses
Construída em 1901, por Joseph Maria Olbrich. Está localizada na rua Alexandraweg. Foi construída para servir de residência do pintor e designer gráfico Hans Christiansen. A casa possui planta quadrada e telhado de quatro águas. A fachada foi rebocada, pintada de branco e recebeu pintura decorativa com cores fortes, feitos por Christiansen. A casa foi destruída durante a Segunda Guerra Mundial e suas ruínas foram removidas no ano de 1958. Os objetos remanescentes estão expostos no Museu da Colônia dos Artistas.
Em 1959, foi instalada na propriedade a Fonte Ernst Ludwig, projetada por Karl Hartung e Otto Bartning, que, em 1958, foi exibida no Pavilhão da Exposição Mundial, em Bruxelas.

### Casa Habich

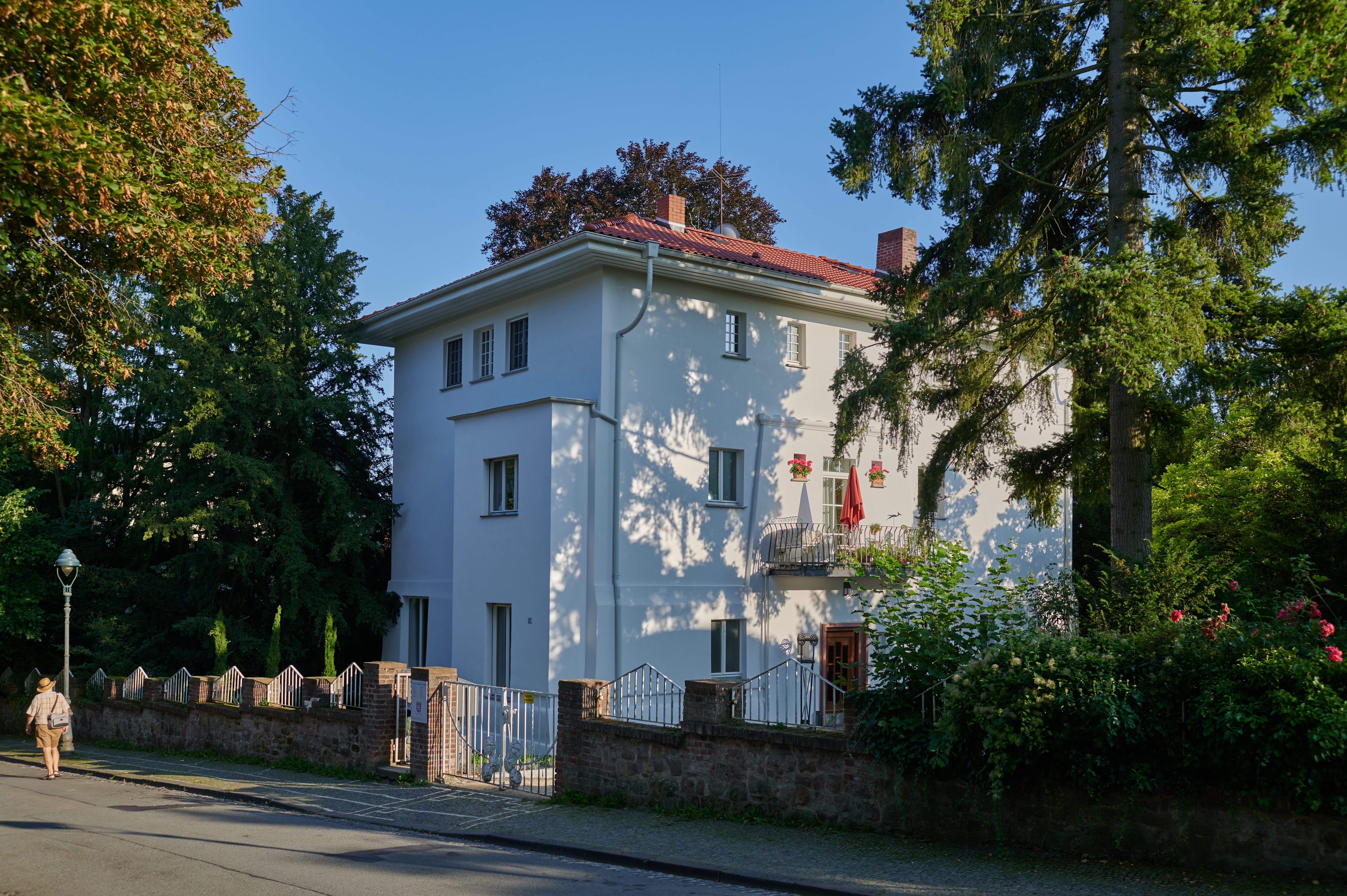
Casa Habich

Construída em 1901, por Joseph Maria Olbrich. Está localizada na rua Alexandraweg, nº 27. Foi construída para servir de residência do escultor Ludwig Habich. A casa possui três pavimentos. O muro do terreno é de pedra com grades de ferro, pintadas de branco e foi projetado para coordenar com as duas casas Glückert. A porta principal recebeu uma moldura de arenito vermelho e o acesso se dá através de uma escada com três degraus, a escada é ladeada por dois candelabros altos, de ferro forjado, desenhados por Habich. O edifício sofreu danos durante a Segunda Guerra Mundial e precisou ser restaurado, passando por algumas modificações.

### Pequena Casa Glückert

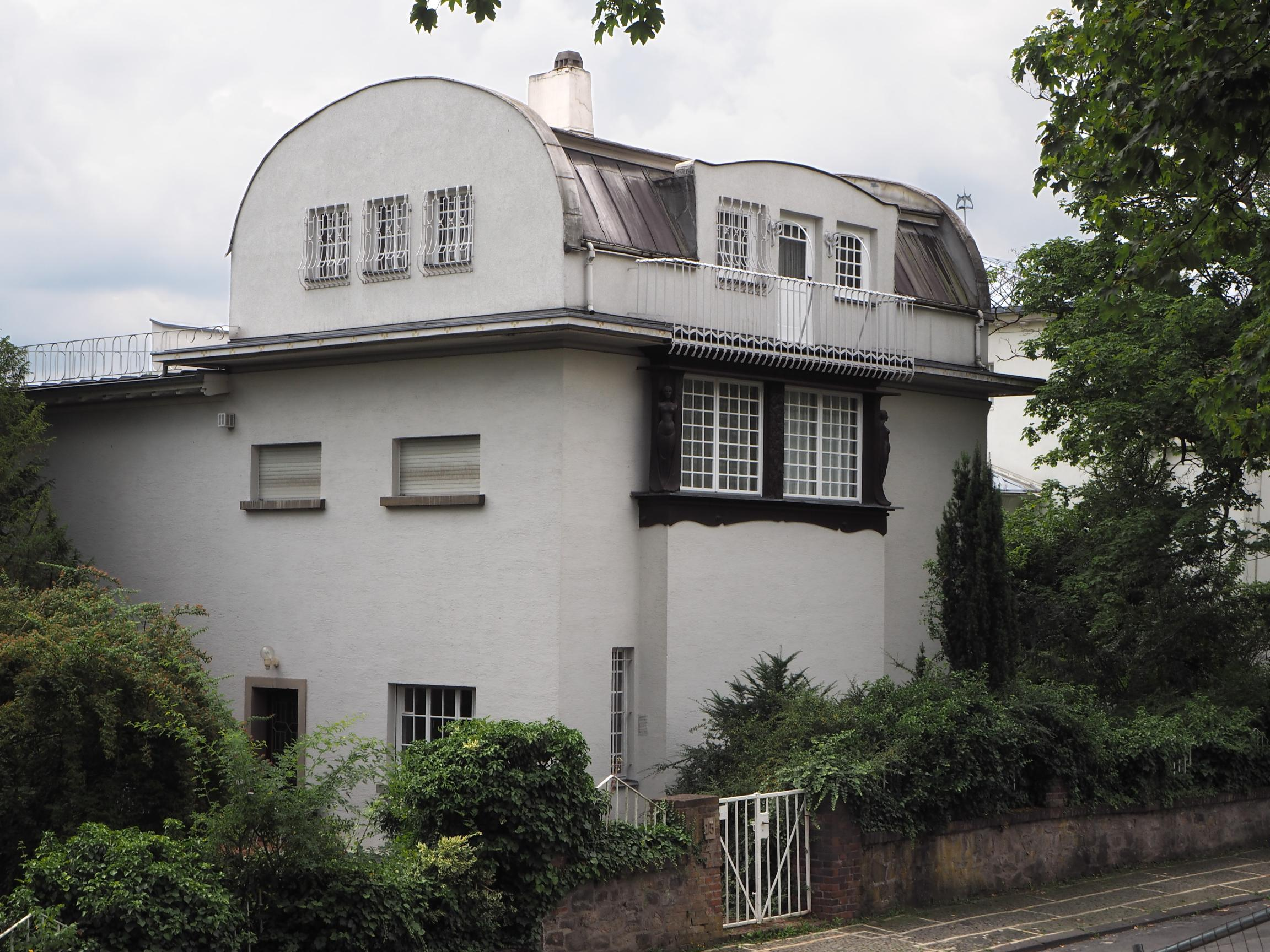
Pequena Casa Glückert

Construída em 1901, por Joseph Maria Olbrich. Está localizada na rua Alexandraweg, nº 25. Foi construída inicialmente para servir de residência para o escultor Rudolf Bosselt. mas acabou sendo a residência do fabricante de móveis Julius Glückert. É uma edificação de planta retangular com duas baias rasas, uma na fachada sul e outra na fachada norte. Na parte superior dessas baias, há duas janelas de treliças com uma moldura em madeira escura e uma cariátide em cada lado, esculpidas por Rudolf Bosselt. Uma parte da casa possui três pavimentos e uma mansarda e a outra parte possui dois pavimentos e um terraço. O muro do terreno é coordenado com a Casa Habich e a Grande Casa Glückert, feito de pedras com grades de ferro, pintada de branco. A edificação sofreu muito pouco dano durante a Segunda Guerra Mundial, com isso preservou muitas peças originais, como a escada, os tetos, as portas, móveis embutidos decorado em marcenaria, e uma mesa de lavagem ladeada por roupeiros embutidos no quarto. Posteriormente, foram feitas alterações na estrutura para adequar a edificação para abrigar um condomínio multifamiliar.

### Grande Casa Glückert

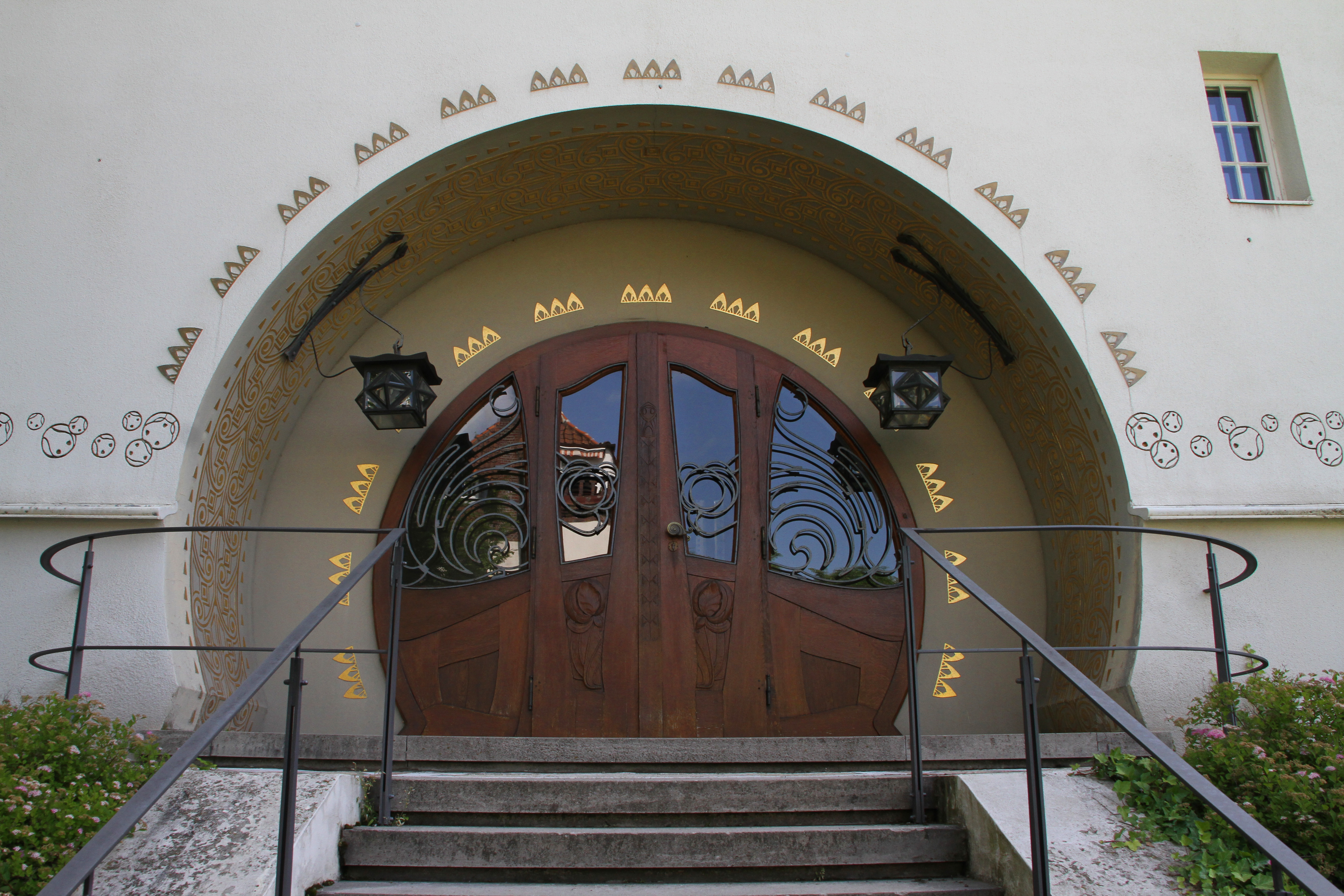
Grãode Casa Glückert. Alpendre de entrada em arco ômega

Construída em 1901, por Joseph Maria Olbrich. Está localizada na rua Alexandraweg, nº 23. Foi construída para servir de showroom dos móveis de Julius Glückert. A edificação possui planta retangular, com dois pavimentos inteiros, um sótão do lado norte e um porão do lado sul. Para a cobertura foi utilizado telhado com Mansarda. A fachada foi pintada de branco, com decorações em estuque e possui um alpendre central, em forma de um arco ômega, que leva até a porta de entrada em madeira, também em forma de um arco ômega, que é acessa através de uma escadaria em pedras. O primeiro pavimento, no eixo norte-sul, possui hall de entrada, salão central com uma grande lareira, sala de jantar ao sul. A oeste, possui uma sala para fumantes, um vestíbulo, uma escada de serviço, copa e um lavabo social. O porão possui quartos de serviços, cozinha, depósitos e adega. O muro do terreno é coordenado com os muros da Pequena Casa Glückert e da Casa Habich. O portão é em duas folhas em ferro forjado e foi decorado com papoulas também de ferro forjado A edificação não sofreu danos com a Segunda Guerra Mundial, com isso preservou muitas peças originais como os painéis de madeira, as escadas com corrimãos, as portas, os móveis embutidos, os pavimentos e o teto em estuque. Atualmente, os móveis usados na exposição de 1908 estão em exibição permanente no Museu Colônia dos Artistas.

### Casa Behrens

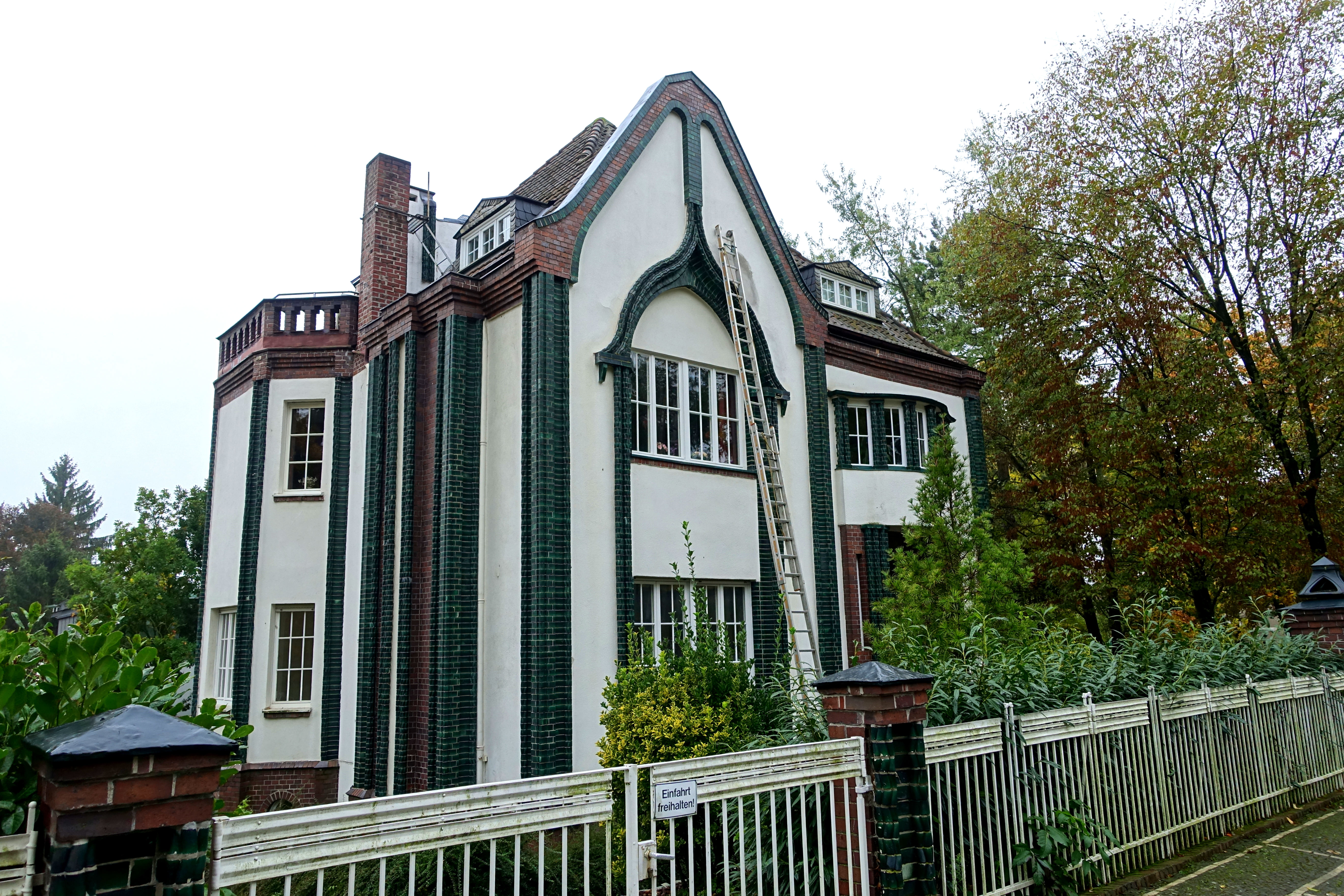
Casa Behrens

Construída em 1901, por Peter Behrens. Está localizada na rua Alexandraweg, nº 17. Foi construída para servir como sua residência. A edificação possui planta quadrada e possui um telhado íngreme em formato piramidal. A fachada recebeu uma decoração com faixas de pilastras feitas de azulejos verdes vitrificados fabricados pela Villeroy e Boch que terminam em uma cornija facetada de clínquer de ferro, e possui um alpendre que leva à porta de entrada de duas folhas, feita de ferro preto fosco, decoradas com faixas de bronze embutidas, logo acima da porta há uma janela, levemente curvada e com vidros transparentes. As laterais do alpendre receberam uma larga faixa convexa e em gomos, com azulejos verdes vitrificados. Para fazer a casa, Behrens usou vigas de ferro e uma está propositalmente aparente e com a inscrição em bronze "Steh fest mein Haus im Weltgebraus" (Fique firme, minha casa, em meio ao rugido do o mundo). O terreno é cercado por grade de ferro forjado e possui dois portões. Os portões são ladeados por pilastras de tijolos maciços feitos de clínquer. Essas pilastras receberam, no centro, a mesma decoração de azulejos verdes da fachada. Durante a Segunda Guerra Mundial, a casa sofreu alguns danos e a fachada foi restaurada obedecendo ao máximo os padrões originais. O layout interno sofreu alterações.

### Casa Keller
Construída em 1901, por Joseph Maria Olbrich. Está localizada na rua Alexandraweg, nº 31. Foi construída para servir de local de exposição de objetos de artes e ofícios produzidos nas oficinas de Darmstadt e se chamava Casa Beaulieu. Posteriormente, serviu de residência para Carl Keller, passando a se chamar Casa Keller. A casa  possui três pavimentos e um telhado de duas águas. Durante a Segunda Guerra Mundial a edificação foi muito danificada e foi reconstruída em uma versão mais simples. Restando a grade ornamental das janelas do pavimento térreo.

### Casa Deiters

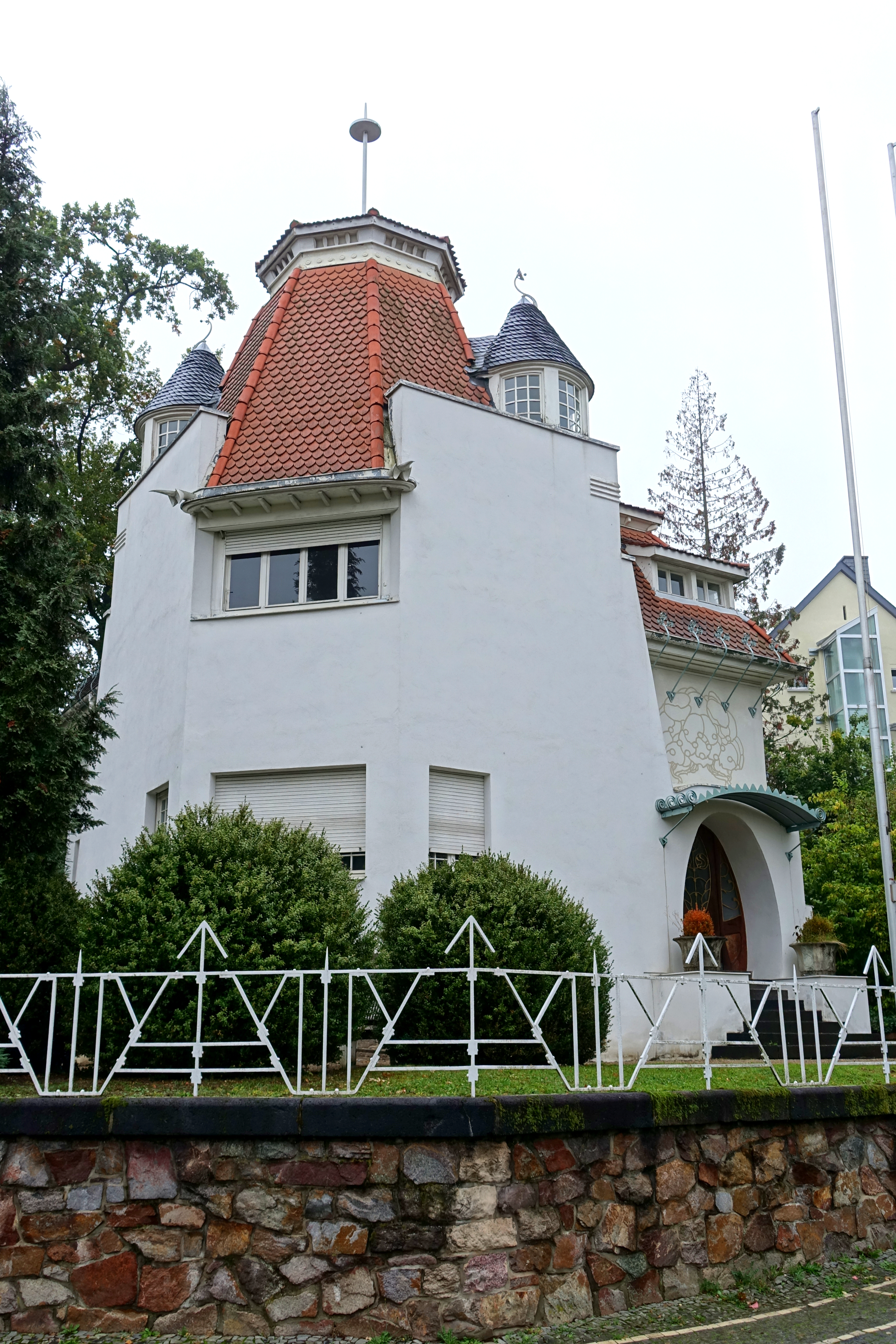
Casa Deiters

Construída em 1901, por Joseph Maria Olbrich. Está localizada na rua Mathildenhöhenweg, nº 2. Foi construída para servir de residência do secretário executivo da colônia Wilhelm Deiters. A edificação possui uma planta quadrada e uma torre hexagonal com dois torreões redondos. Para a cobertura foi utilizado telhado com Mansarda, que em um dos cantos do edifício é interceptado por uma água-furtada que corre na quina. O terreno possui muro de pedra com uma grossa laje de arenito no topo e sobre a laje foi instalado uma grade de ferro. A porta de entrada é de madeira escura com vidros transparentes, com duas folhas laterais fixas e a folha central é móvel. A porta é protegida por um nicho profundo em forma de ferradura. A parede acima do nicho recebeu uma pintura decorativa dourada. e o suporte da calha do telhado, acima da pintura, recebeu uma decoração feita de aço em forma de lança, que na ponta superior recebeu três de flores formando a ponta da lança. A fachada recebeu decoração em estuque. O porão possui as despensas. O primeiro pavimento possui a sala de estar. O segundo pavimento e as torres estão os quartos. A edificação não sofreu danos durante a Segunda Guerra Mundial e conservou a escada, armários embutidos, cornijas perfiladas, acabamentos de parede e puxadores de portas e janelas, todos originais.

### Estúdio do Escultor

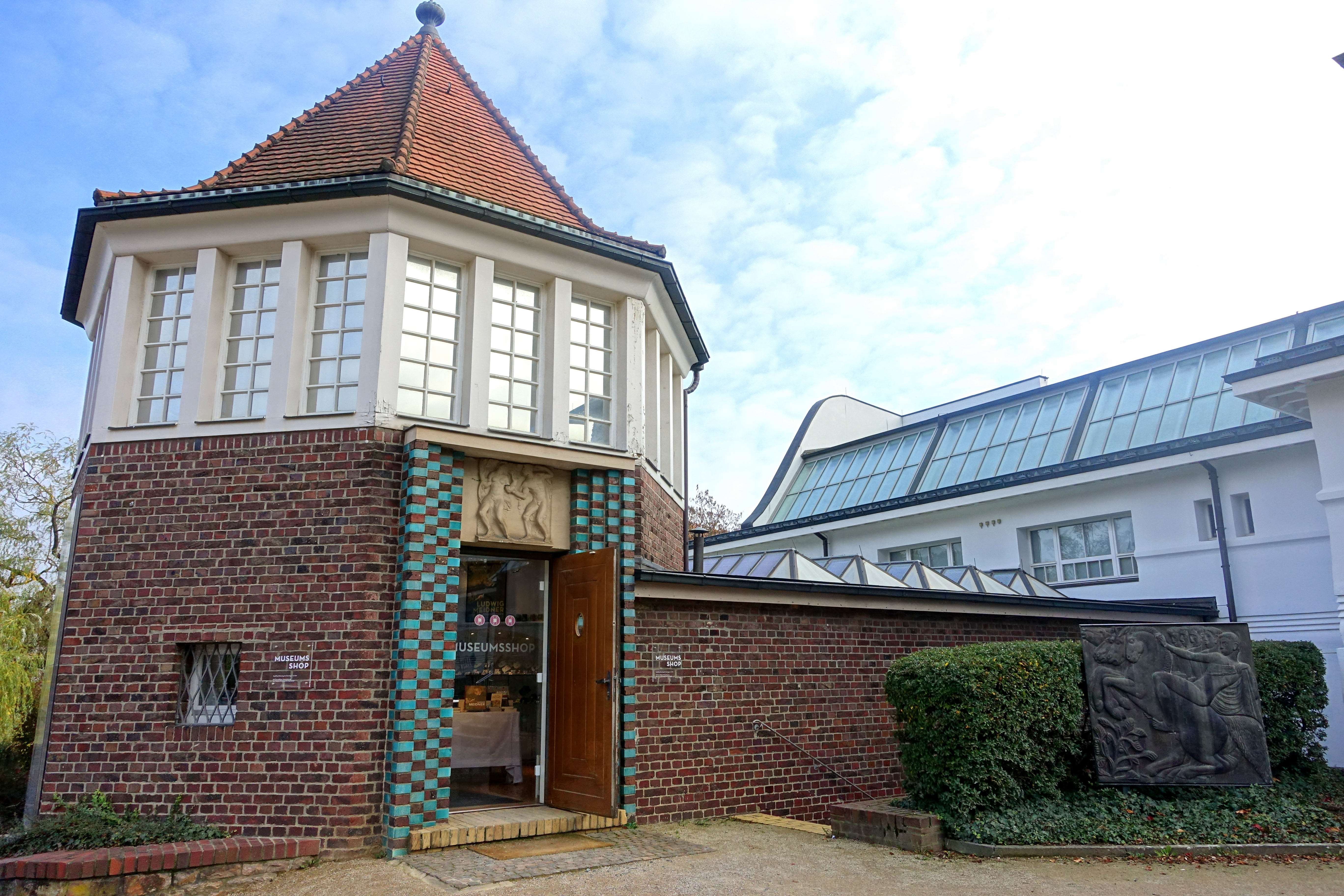
Estúdio do Escultor

Construída em 1904, por Joseph Maria Olbrich, como uma nova ala da Casa Ernst Ludwig. Foi construída para servir de atelier mais adequado para os escultores da colônia. É uma edificação com planta octogonal de canto e uma planta retangular simples. A área octogonal possui altura de dois pavimentos. O primeiro pavimento possui uma porta de entrada ladeada com quatro faixas verticais de tijolos vermelhos intercalados com azulejos turquesa vitrificados e na parte de cima da porta foi instalado um painel de arenito esculpido com as figuras de Daphne e Apollo, feito por Heinrich Jobst. Na altura do segundo pavimento recebeu janelas altas em todo os lados do octógono. A cobertura do octógono foi feita com telhado liso e íngreme. Na edificação retangular, a parede externa recebeu tijolos vermelhos com rejunte claro e na cobertura, que é plana, recebeu claraboias envidraçadas. A edificação possui uma grande porta de madeira com uma viga de aço exposta, por onde entrava, através de trilhos e polias, as pedras pesadas para as esculturas.

### Hall de Exibição

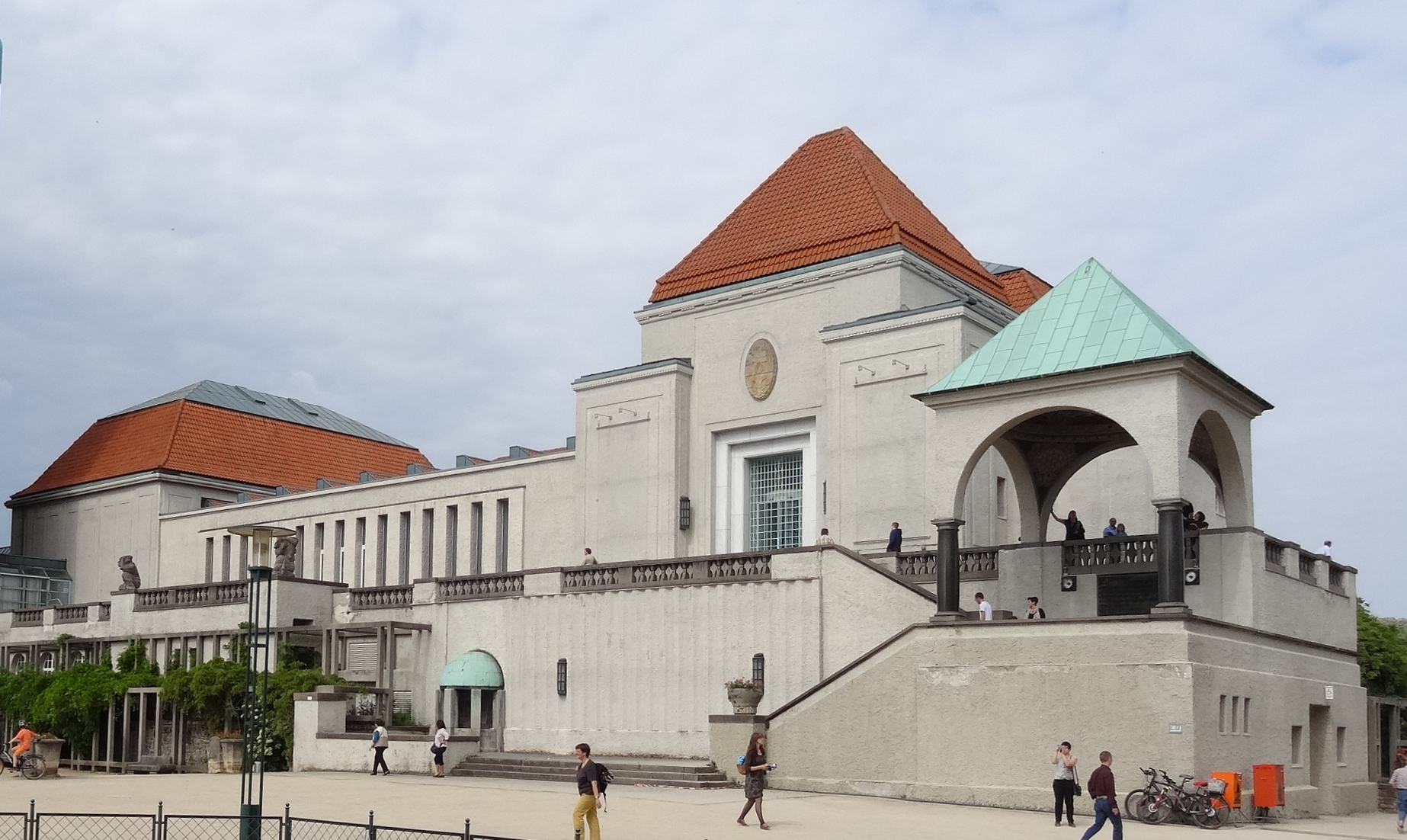
Hall de Exibição

Construída em 1908, por Joseph Maria Olbrich. Está localizada na Sabaisplatz, nº 1. A edificação foi feita sobre um reservatório de água elevado. A parede externa do reservatório é escondida por uma pérgula de três níveis e de colunas de concreto, e foram plantadas vinhas e roseiras trepadeiras. A entrada principal é acessada através de uma plataforma de observação e uma escada em U dá acesso à plataforma. No patamar da escada em U, há um dossel com colunas de Granito e o teto é ornado com um mosaico. A fachada do edifício é decorado com duas torres largas, com uma porta de entrada alta entre as torres e um brasão em alto relevo da Casa de Hesse-Darmstadt acima da porta. O telhado foi construído em forma piramidal. A edificação sofreu muitas alterações para se adequar às exposições. No ano de 1950, foi adicionado um telhado na ala do antigo Rosenhof e, em 1976, acrescentaram uma oficina no canto noroeste do prédio e fecharam as aberturas das janelas originais de duas alas. No interior, o Hall de Exibição possui quatro alas e um foyer com teto dourado.

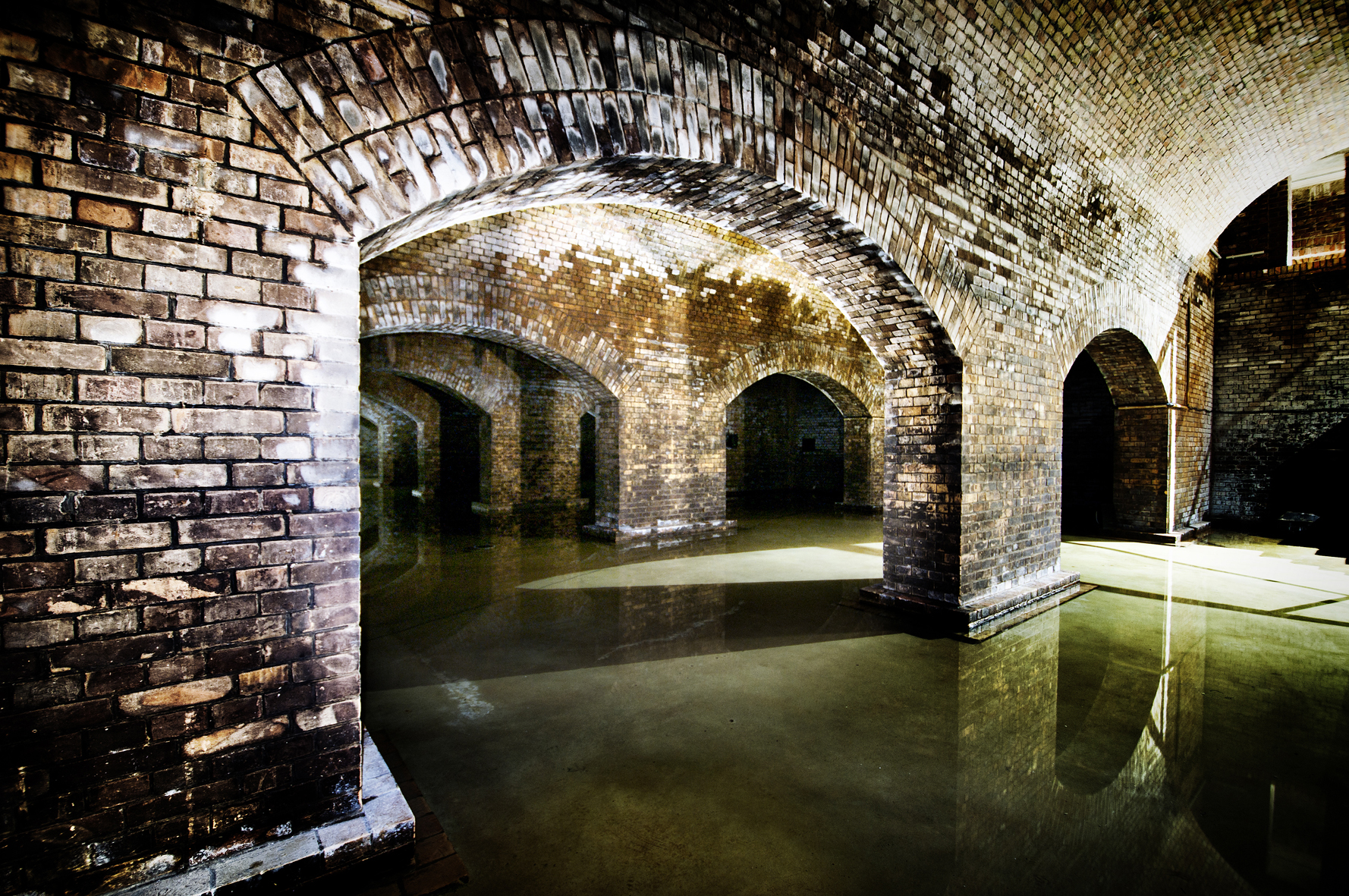
Reservatório de água.

O reservatório de água que serve como base do Hall de Exibição, foi projetado pelo engenheiro civil Otto Lueger e construído entre os anos de 1877 e 1880, para abastecer os cidadãos de Darmstadt. Possui duas câmaras, com tetos abobadados e sustentados por pilastras. O reservatório foi usado até o ano de 1994 e as bacias são preenchidas com água até os dias atuais.

### Torre de Casamento

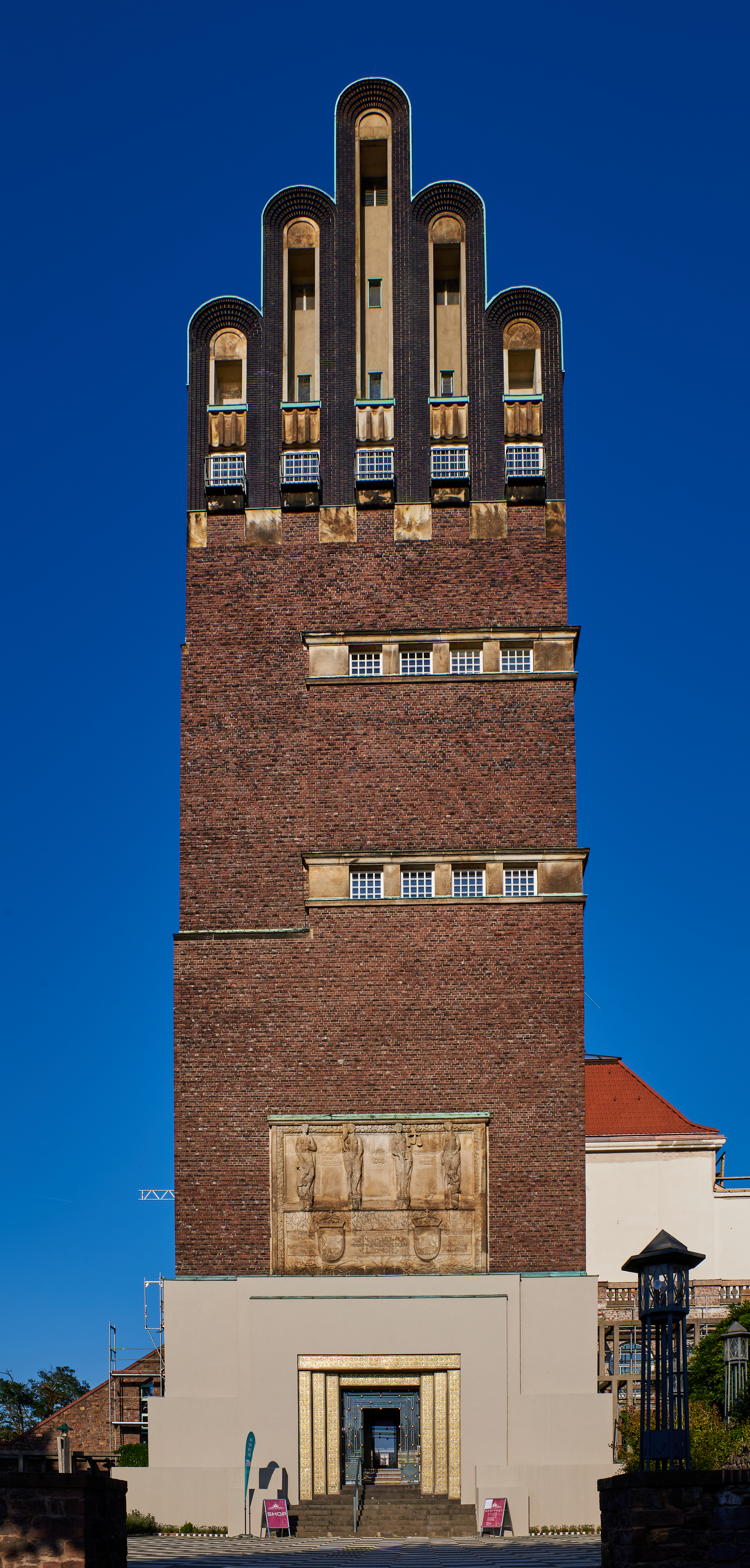
Torre de Casamento

Construída em 1908, por Joseph Maria Olbrich. Está localizada na rua Olbrichweg, nº 11. A torre ficou conhecida como Fünffingerturm (Torre de cinco dedos, em português). A torre foi construída como presente para o Grão-Duque Ernst Ludwig de Hesse pelo seu segundo casamento, com Eleonore von SolmsHohensolms-Lich. A edificação possui uma arquitetura expressionista, com 48,5 metros de altura e uma área de 81,25 metros quadrados. A base da torre foi feita de concreto armado, o corpo foi feito de alvenaria e na cobertura foi construído cinco cristas escalonada com azulejos vitrificados e folha de cobre. A porta de entrada é de ferro forjado com vidros e possui um brasão colorido dos Grão-Duques de Hesse-Darmstadt. A porta é cercada por um portal retangular decorado com medalhões de flores sobre fundo dourado, projetado por Friedrich Wilhelm Kleukens. Logo acima da base, no corpo da torre, foi instalado uma placa de arenito com uma árvore de galhos largos, o brasão do casal Grão-Ducal, quatro figuras femininas representando a força, a sabedoria, a justiça e a clemência, e a inscrição "Zum Gedächtnis der Vermählung J.J.K.K.H.H. des Großherzogs Ernst Ludwig und der Großherzogin Eleonore errichtet von der Stadt Darmstadt ano 1907-1908" (Suas Altezas Reais Grão Duque Ernst Ludwig e Grão-duquesa Eleonore erguidos pela cidade de Darmstadt nos anos 1907-1908, em português) esculpida em relevo por Heinrich Jobst. Ainda no corpo da torre, foram instaladas duas faixas de janelas de esquina, com molduras de arenito. Na cobertura, nas laterais mais largas, foram instaladas varandas individuais para observação. Nas laterais estreitas da torre, no ano de 1914, foram instalados relógios projetados por Albin Müller, o segundo diretor da colônia. A torre possui quase tudo original, pois durante a Segunda Guerra Mundial somente o telhado sofreu danos, que foi restaurado.

### Casa Upper Hessian

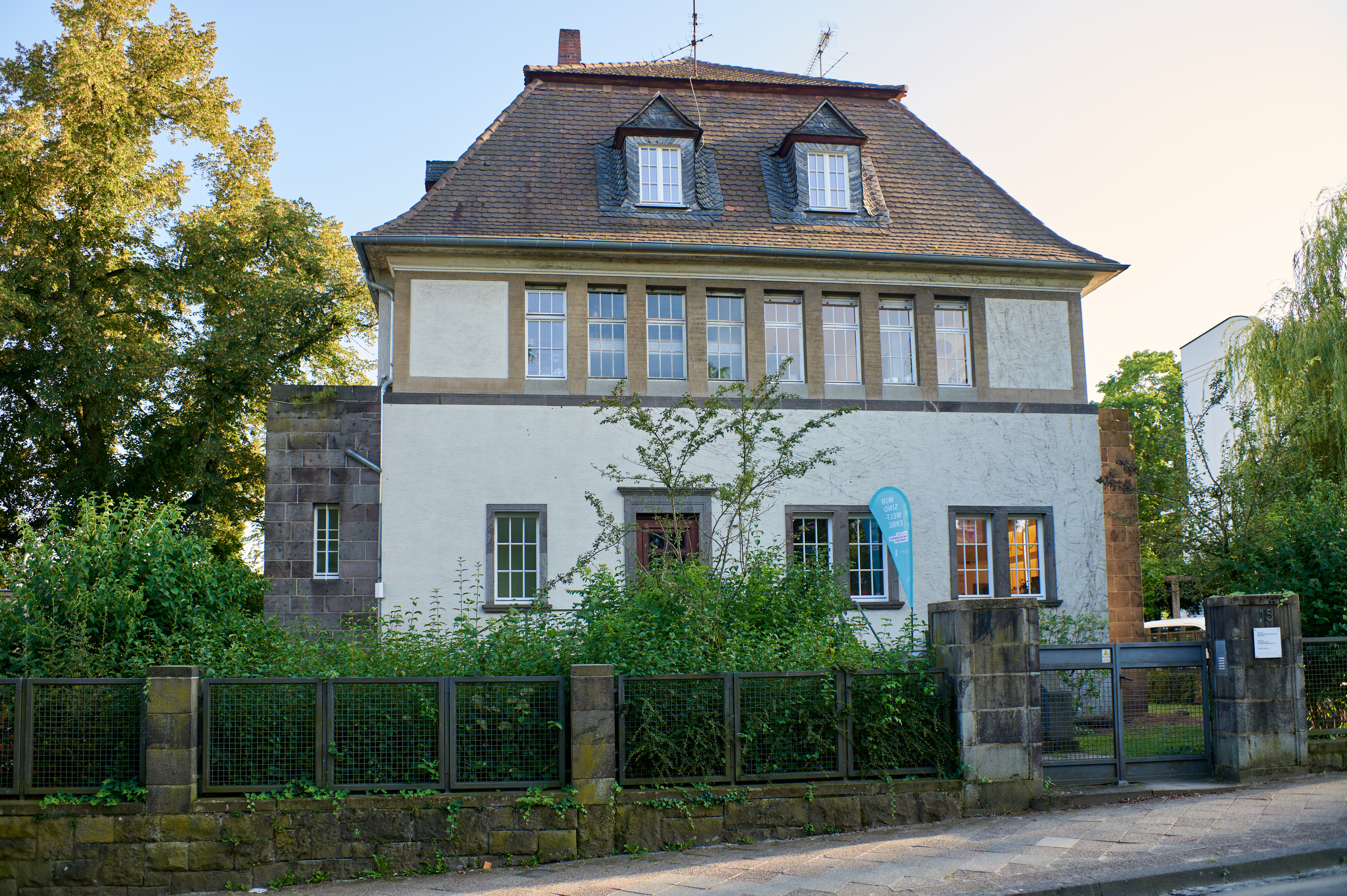
Casa Upper Hessian

Construída em 1908, por Joseph Maria Olbrich. Está localizada na rua Olbrichweg, nº 15. Foi construída para expor objetos de arte produzidos por artistas de Upper Hesse, uma antiga província do Grão-Ducado de Hesse e do Reno. A edificação possui planta retangular com baias retangulares em duas laterais e uma galeria em outra lateral. As fachadas receberam reboco de cor clara e estruturas em pedra basáltica e o telhado é em mansarda. Atualmente, o pavimento térreo é ocupado pelo Institut Mathildenhöhe e o primeiro pavimento é usado como residência.

### Casa do Jardim
Construída em 1910, por Jakob Krug. Está localizada no Jardim Fuchs da rua Olbrichweg. Edificação de alvenaria, possui planta quadrada e telhado piramidal. duas fachadas são de paredes fechadas e duas laterais possuem portas francesas de duas folhas, ladeadas por janelas retangulares ligadas diretamente nas portas. As fachadas possuem uma cornija escalonada. O interior da casa foi decorado com painéis de estuque.

### Casa Wagner-Gewin
Construída em 1908, por Johann Christoph Gewin. Está localizada na rua Olbrichweg, nº 17. Foi construída para servir de residência para o construtor L. Wagner.

### Casa Sutter

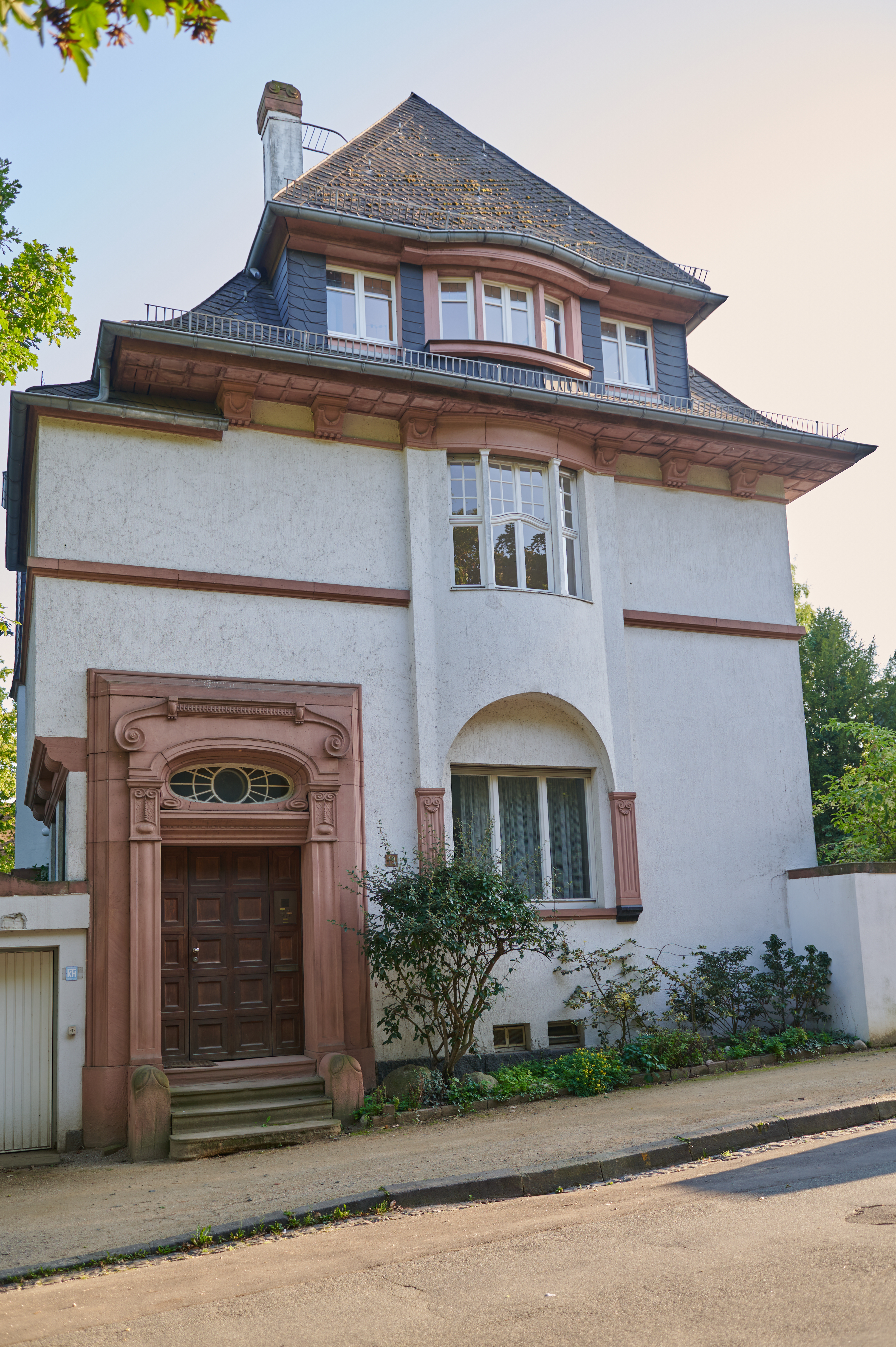
Casa Sutter

Construída em 1908, por Conrad Sutter. Está localizada na rua Olbrichweg, nº 19. No ano de 1914, a casa serviu de residência para Edmund Körner. A edificação possui planta retangular e telhado íngreme. Não há um jardim frontal como a maioria das residências da colônia. A porta de entrada é acessada diretamente da calçada, através de uma escada com quatro degraus. A porta foi construída em madeira e recebeu uma moldura elaborada de arenito vermelho com duas pilastras sustentando um arco de cesto plano. Logo acima da arquitrave da porta, há uma janela oval. O interior da edificação ainda possui peças originais como azulejos na parte oriental do rés-do-chão, os painéis das portas com as suas ferragens, janelas e acessórios fixos, como uma alcova de janela com mesa e prateleiras de parede.

### Bacia do Lírio

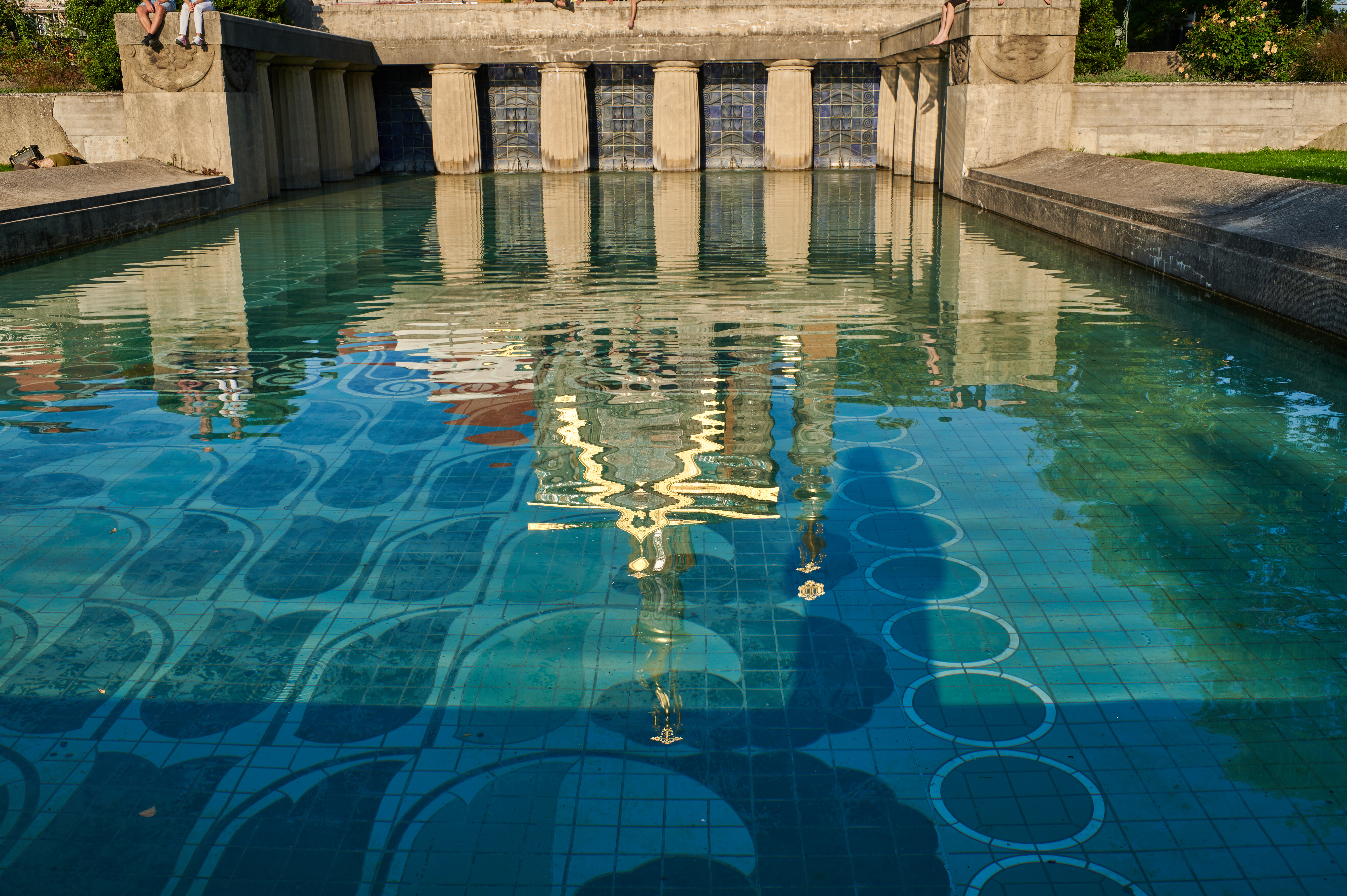
Bacia do Lírio

Construída em 1914, por Albin Müller. Está localizada na rua Nikolaiweg, em frente a Capela Russa. A bacia possui um formato retangular. A cabeceira próxima a capela foi decorada com grossas colunas dóricas, formando um U, sendo três colunas nas laterais e quatro colunas na base. As laterais são finalizadas com pilares quadrados que receberam, em alto relevo, festões de folhas e uma flor no meio. A parede atrás das colunas recebeu azulejos da cor azul cobalto, parcialmente em relevo. Em um azulejo, Müller gravou um monograma e em um outro azulejo gravou os anos 1913/1914. O piso da bacia também recebeu azulejos, retratando lírios em base turquesa. Os azulejos foram fabricados pela empresa Dampfziegelei & Tonwarenfabrik Gail. Nas laterais da bacia há uma grossa mureta de calcário com o topo inclinado e na cabeceira oposta a capela há um canteiro.

### Memorial Gottfried Schwab
Construída em 1905, por Ludwig Habich. Está localizado na rua Alexandraweg. A escultura de bronze fundido foi esculpida em tamanho real da figura de jovem, com os braços erguidos e com o olhar para o alto. Foi instalada em uma base quadrada onde está a foto do poeta Gottfried Schwab e um trecho do poema “Genius des Gesangs” (Gênio do canto, em português). A escultura está em uma plataforma semicircular com um banco de pedra com a inscrição “Dem Dichter Gottfried Schwab gewidmet” (Dedicado ao poeta Gottfried Schwab, em português).

### Jardim Ornamental
Projetado em 1914, por Albin Müller. Está localizado entre o Memorial Gottfried Schwab e a Villa In Roses. O jardim foi projetado para a Casa de Férias Desmontável, uma edificação temporária para a exposição de 1914. Atualmente só restam a pérgula e um vaso grande de flores. A pérgula é de pedra fundida e consiste de uma fileira de colunas redondas com capitéis de voluta unindo as colunas com vigas quadradas horizontais.

### Pavilhão do Jardim

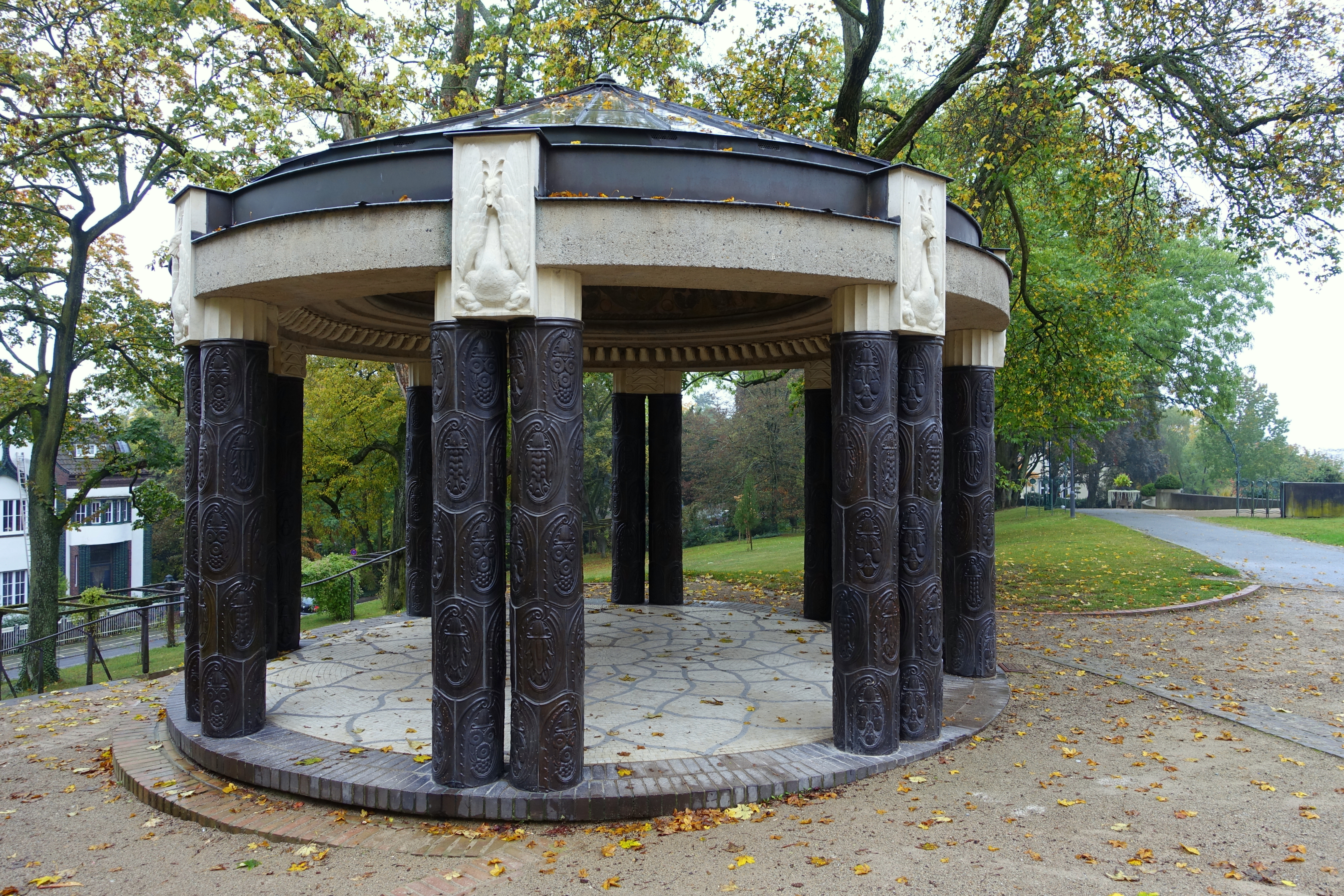
Pavilhão do Jardim

Construída em 1914, por Albin Müller. Está localizado na rua Christiansenweg. A princípio se chamava Templo do Cisne e, mais recentemente, passou a se chamar Pavilhão do Jardim. O templo possui um diâmetro de 6,5 metros com oito colunas duplas que sustentam uma arquitrave de pedra fundida e um telhado de cobre em forma de cone. As colunas possuem um revestimento com azulejos vitrificados de cor marrom, com desenhos de flores em alto relevo. Os azulejos foram fabricados pela empresa Dampfziegelei & Tonwarenfabrik Gail. No topo das colunas há um capitel dórico circular canelado ligando as colunas à arquitrave. No centro do capitel, do lado externo, foi instalado uma placa de cerâmica com a figura em alto relevo de um cisne com as asas abertas.

### Bosque de Plátanos

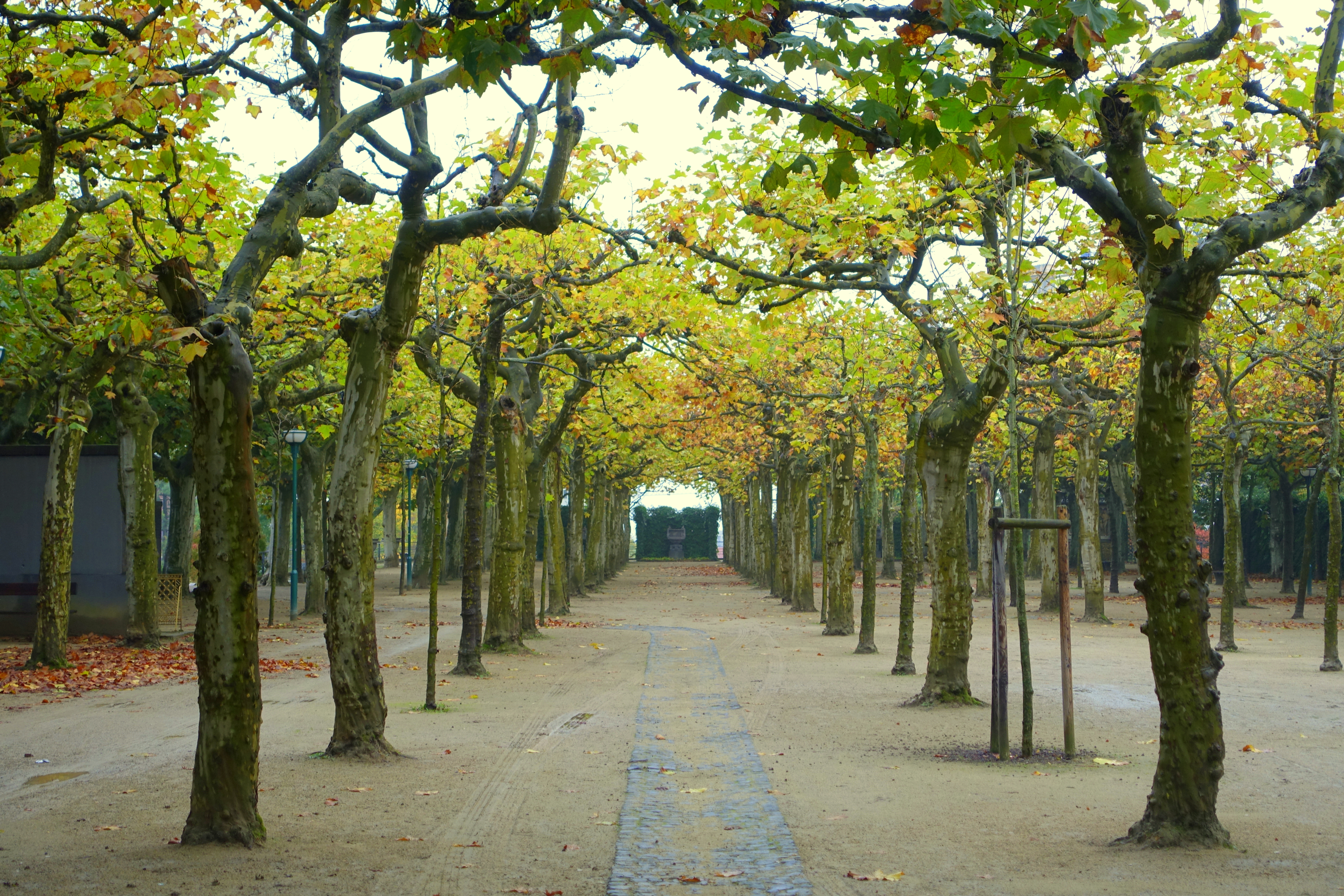
Bosque de Plátanos

Começou a ser implantado desde 1833 e houve acréscimo de peças decorativas nos anos de 1904 e 1914. O bosque está localizado na rua Olbrichweg. O bosque mede 125 metros de comprimento e 40 metros de largura e é cercado com muro de pedras em três lados. Este muro leva uma balaustrada de pedra fundida no seu topo e pilastras de pedra em intervalos regulares. As peças decorativas do bosque foram projetadas com um tema entre encontro de culturas europeias e não europeias. A entrada do bosque possui dois pilares de pedra escura. No corpo desses pilares foram gravados os textos do "Grande Hino a Aton" do Faraó Echnaton e " Oração para Toth" do Papiro Sallier I. No topo dos pilares foi instalado esculturas em bronze , em um pilar levou a escultura de uma pantera sendo montada por uma criança, simbolizando o espírito da noite, e no outro pilar um puma sendo montado por uma criança, simbolizando espírito do dia. As esculturas e as inscrições foram feitas por Hoetger. No lado oposto da entrada, foi instalado uma fonte com as inscrições do poema de Goethe "Gesang der Geister über den Wassern" (Canção dos Espíritos sobre as Águas, em português), A água da fonte verte da boca de quatro cabeças aladas esculpidas na parede da fonte. Acima da parede da fonte foram instaladas três figuras femininas. Nesta fonte foi representa o ciclo da água, o ciclo da luz, a primavera, o verão, os sonhos e a ressurreição. Durante as exposições de arquitetura e urbanismo da colônia, foram instalados restaurantes temporários em torno do bosque.

### Fonte Ernst Ludwig

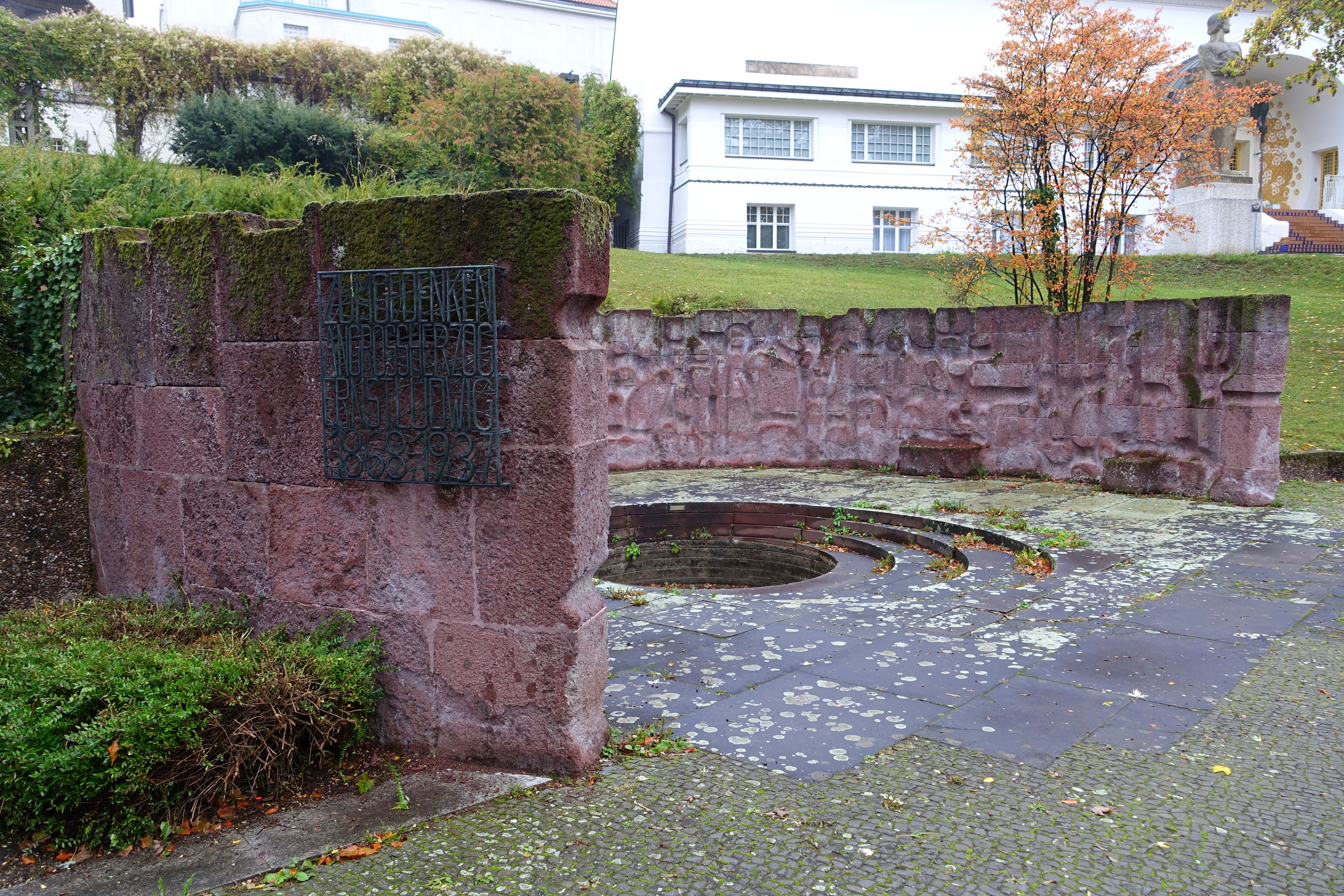
Fonte Ernst Ludwig

Instalada na colônia em 1959, projetada por Karl Hartung e Otto Bartning. Está localizado na rua Alexandraweg. A fonte foi construída onde ficava a Villa In Roses, que foi destruída durante a Segunda Guerra Mundial e sua ruína foi removida no ano de 1958. Esta fonte foi apresentada na Exposição de Bruxelas no ano de 1958 e, após o término da exposição, foi transferida para a Colônia dos Artistas de Darmstadt. A parede da fonte é em formato semicircular de pedra esculpida e unidas, para simbolizar um grupo de pessoas. A água verte através de uma bacia redonda afundada no solo com três degraus circulares que dão acesso ao piso. Foi instalado uma placa comemorativa em homenagem ao fundador da colônia Grão-Duque Ernst Ludwig.

### Grupo de três casas
Construídas em 1904, por Joseph Maria Olbrich. Estão localizadas na rua Prinz-Christians-Weg, nº 2 e nº 4 e na rua Stiftstrasse, nº 12. As casas receberam os nomes de Casa de Esquina, Casa Azul e Casa Cinza. As três casas foram danificadas durante a Segunda Guerra Mundial. A casa de Esquina e a Casa Azul foram reconstruídas após a guerra, inspiradas em sua forma original mais simplificadas. A Casa Cinza foi totalmente modificada em sua reconstrução. As edificações das três casas residenciais possuem layouts iguais com dois pavimentos e um sótão. No primeiro pavimento foram projetadas duas salas interligadas por porta de correr, a cozinha e sala para fumantes. Para não ter a impressão de casas seriadas, Olbrich diversificou nas fachadas.